# Chuck Jones
Charles Martin "Chuck" Jones a fost un grafician, creator de desene animate, scenarist, producător și regizor american. Cele mai remarcabile sunt filmele realizate pentru seria Looney Tunes și Merrie Melodies ale departamentului Warner Bros. Cartoons al studioului omonim. Este personajul din spatele multor filme clasice având în rol principal personaje Bugs Bunny, Daffy Duck, Wile E. Coyote și Road Runner, Pepé Le Pew precum și a altor personaje realizate la Warners, precum Duck Amuck, One Froggy Evening și What's Opera, Doc? (toate acestea fiind incluse în Registrul Național de Filme). Foarte celebră este și "Trilogia Vânătorii":Rabbit Fire, Rabbit Seasoning, și Duck! Rabbit! Duck! (1951–1953).De asemenea el a mai creat si Tom si Jerry (1963-1967).

## Primii ani
Jones s-a născut în Spokane, Washington, mutându-se apoi cu părinții și cele trei surori în suburbiile Los Angeles-ului. În autobiografia sa, Chuck Amuck, Jones relatează că apropierea sa de desen s-ar datora tatălui său, un tipic om de afaceri al anilor 1920 fără prea mare succes. Tatăl său, povestește Jones, își începea fiecare nouă afacere cumpărând hârtie și creioane cu numele noii companii imprimate pe fiecare. Când afacerea cădea, toate acestea rămâneau în mâinile copiilor, tatăl cerându-le să folosească întregul stoc cât mai repede posibil. Având în permanență această cantitate de materiale de desen de calitate, copiii desenau constant. Mai târziu, profesorul de desen a anunțat că fiecare dintre elevi are în el 100,000 de desene proaste de care trebuie să se debaraseze înainte de a putea desena ceva cât de cât notabil. Fiind deja trecut de dublul acestei cifre, tânărul a simțit o mare ușurare. Jones și unii din rudele sale au urmat cariere artistice. După absolvirea Institutului de artă Choinard, Jones a început să lucreze în industria animației pe slujbele cele mai "de jos", la studiouri precum Ub Iwerks și Walter Lantz studio. La studioul Iwerks, Jones a cunoscut o pictoriță de cadre Dorothy Webster, care îi va deveni soție.